# Chrysler Imperial (1926)
Chrysler Imperial – samochód osobowy klasy luksusowej produkowany pod amerykańską marką Chrysler w latach 1926–1954.

## Pierwsza generacja

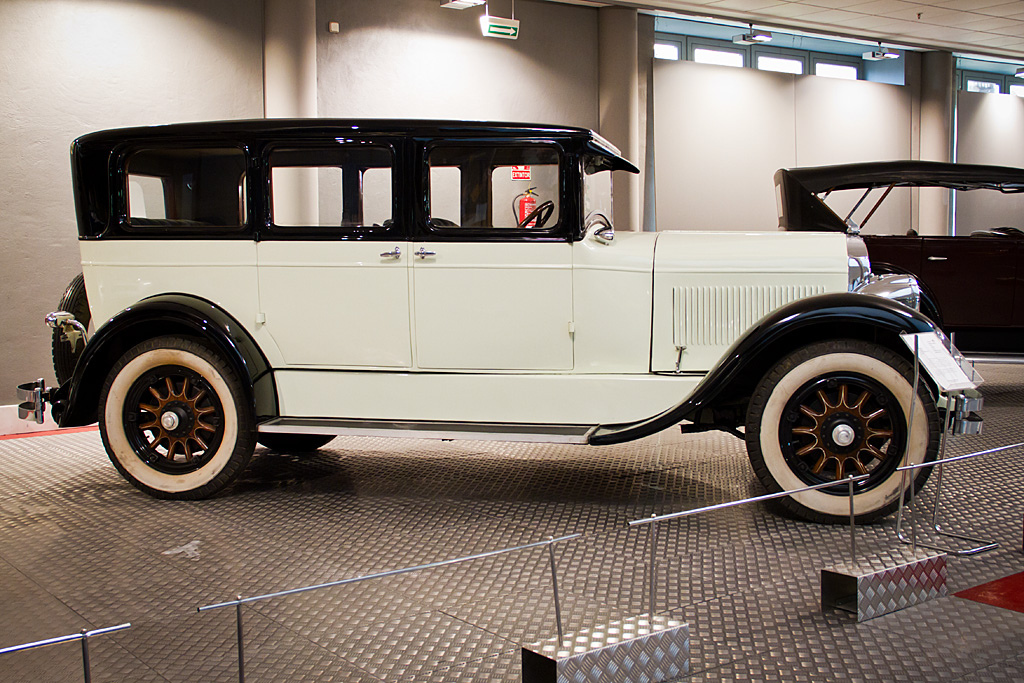
Chrysler Imperial I - profil

Chrysler Imperial I został zaprezentowany po raz pierwszy w 1926 roku.
W 1926 roku Chrysler zaprezentował luksusowy model Imperial jako sztandarowy i najdroższy model w ofercie. Samochód powstał w kilku wariantach nadwoziowych, gdzie poza wersją osobową z zabudowanym dostępny był też dwudrzwiowy kabriolet, 4-drzwiowe nadwozie typu faeton oraz 2-drzwiowe coupe. W zależności od wariantu nadwozia różne były też wymiary zewnętrzne, na czele z rozstawem osi oraz długością i wysokością nadwozia.

### Silnik
- R6 4,7 l (4730 cm³), 2 zawory na cylinder, SV
- Układ zasilania: gaźnik
- Średnica cylindra × skok tłoka: 88,90 mm × 127,00 mm
- Stopień sprężania: 8,1:1
- Moc maksymalna: 93 KM (69 kW) przy 3200 obr./min

## Druga generacja

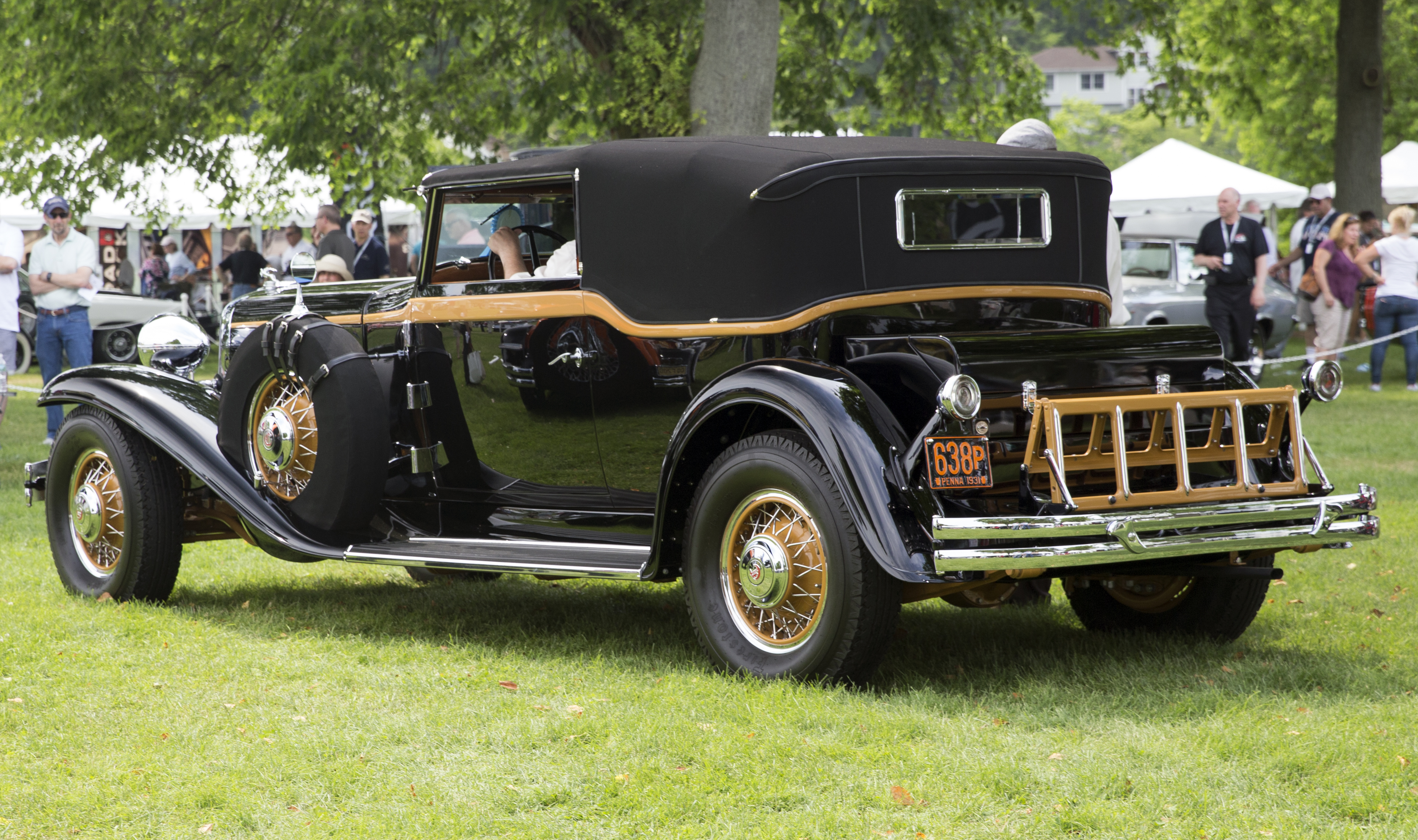
Chrysler Imperial II - tył

Chrysler Imperial II został zaprezentowany po raz pierwszy w 1931 roku.
W 1931 roku Chrysler przedstawił drugą generację modelu Imperial. Samochód powstał według zupełnie nowej koncepcji, zyskując na znacznie większych wymiarach zewnętrznych. Charakterystycznym elementem wyglądu były duże, zaokrąglone błotniki oraz podłużna maska. Podobnie jak w przypadku poprzednika, Chrysler Imperial II dostępny był w różnych wariantach nadwoziowych, które różniły się charakterem oraz wymiarami zewnętrznymi.

### Silnik
- L6 6.3l L-head

## Trzecia generacja

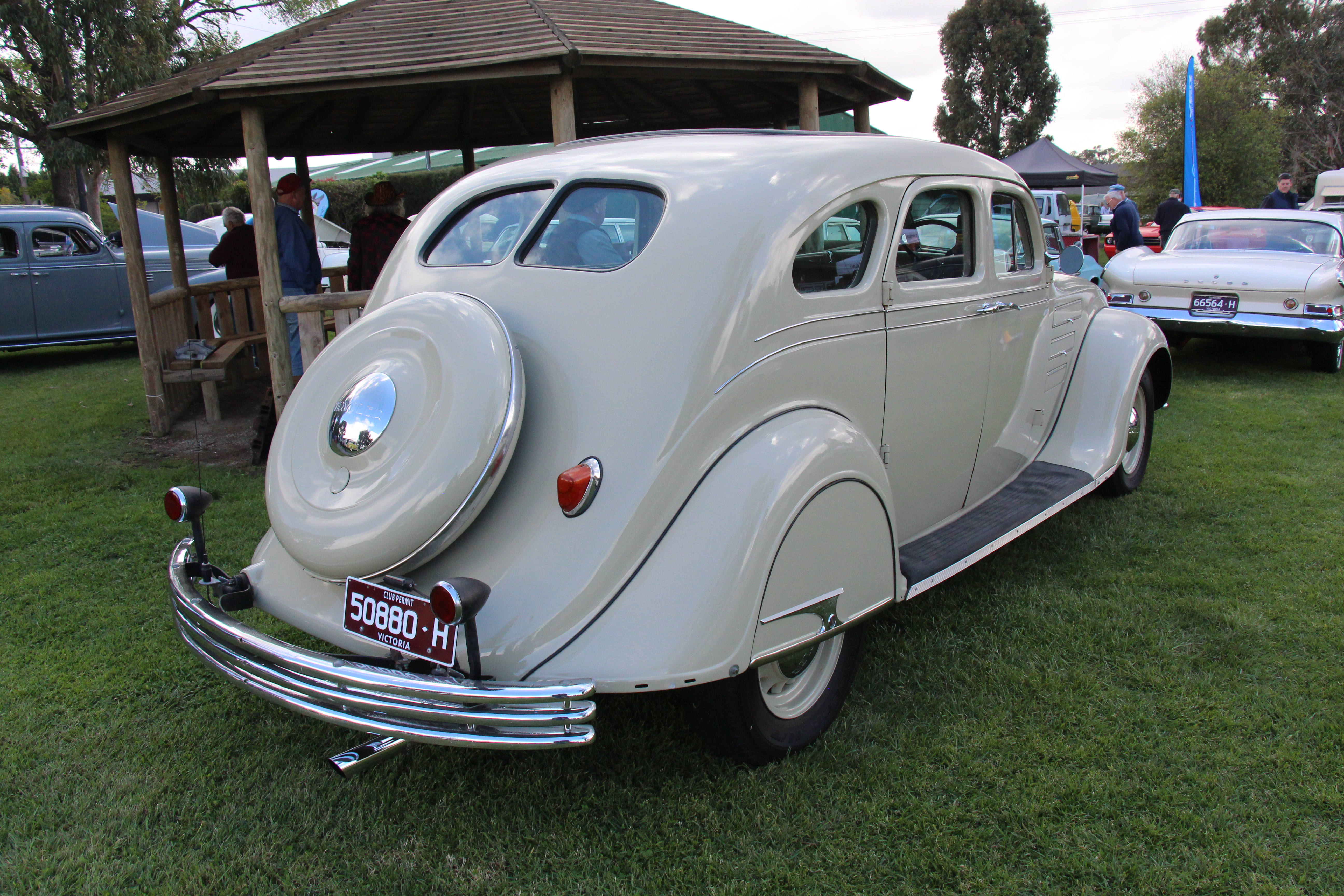
Chrysler Imperial III - tył

Chrysler Imperial III został zaprezentowany po raz pierwszy w 1934 roku.
Trzecia generacja Chryslera Imperiala przedstawiona w 1934 roku przeszła gruntowną metamorfozę w stosunku do poprzednika. Samochód zyskał awangardową sylwetkę, której kształt został podporządkowany względom aerodynamiki. Charakterystycznym elementem z zewnątrz stała się wysoko poprowadzona linia okien, których powierzchnia była niewielka, a także masywna przednia maska i wyraźnie zarysowane błotniki.

### Silniki
- L8 3.2l L-hedd
- L8 3.8l L-head

## Czwarta generacja

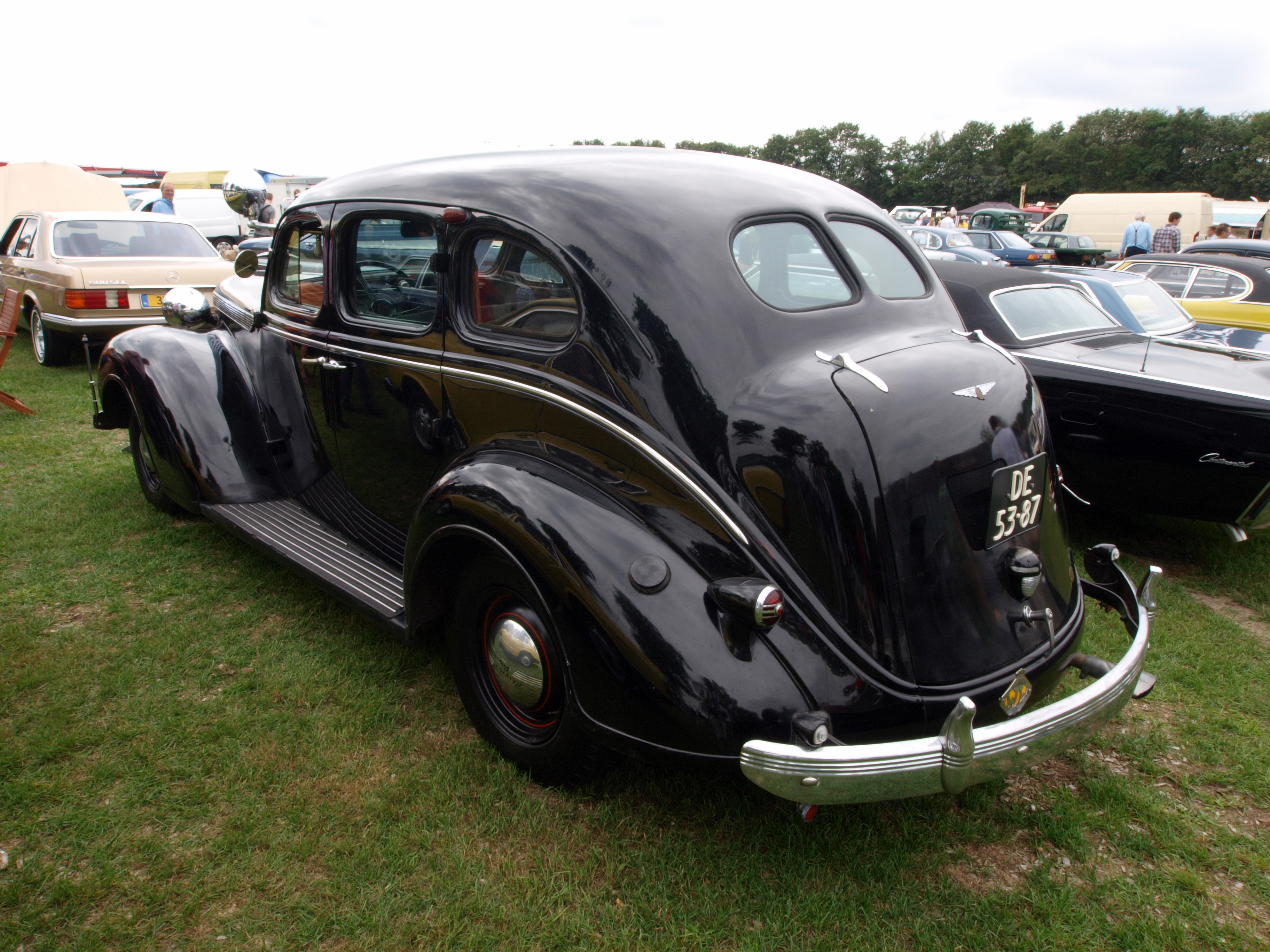
Chrysler Imperial IV - tył

Chrysler Imperial IV został zaprezentowany po raz pierwszy w 1937 roku.
1937 rok przyniósł premierę kolejnej, piątej generacji Chryslera Imperiala. Samochód stał się jeszcze większy, zyskując smukłą sylwetkę z wyraźnie zaznaczoną, podłużną maską. Charakterystycznym elementem wyglądu zewnętrznego stały się pionowe reflektory, a także wyraźnie zarysowana, szpiczasta maska. Samochód był oferowany w różnych wariantach długości nadwozia, które podporządkowane były przestrzeni w tylnym rzędzie siedzeń.

### Silnik
- R8 5,3 l (5301 cm³), 2 zawory na cylinder, SV
- Układ zasilania: gaźnik
- Średnica cylindra × skok tłoka: 82,55 mm × 123,80 mm
- Stopień sprężania: 7,3:1
- Moc maksymalna: 132 KM (97 kW) przy 3400 obr./min

## Piąta generacja

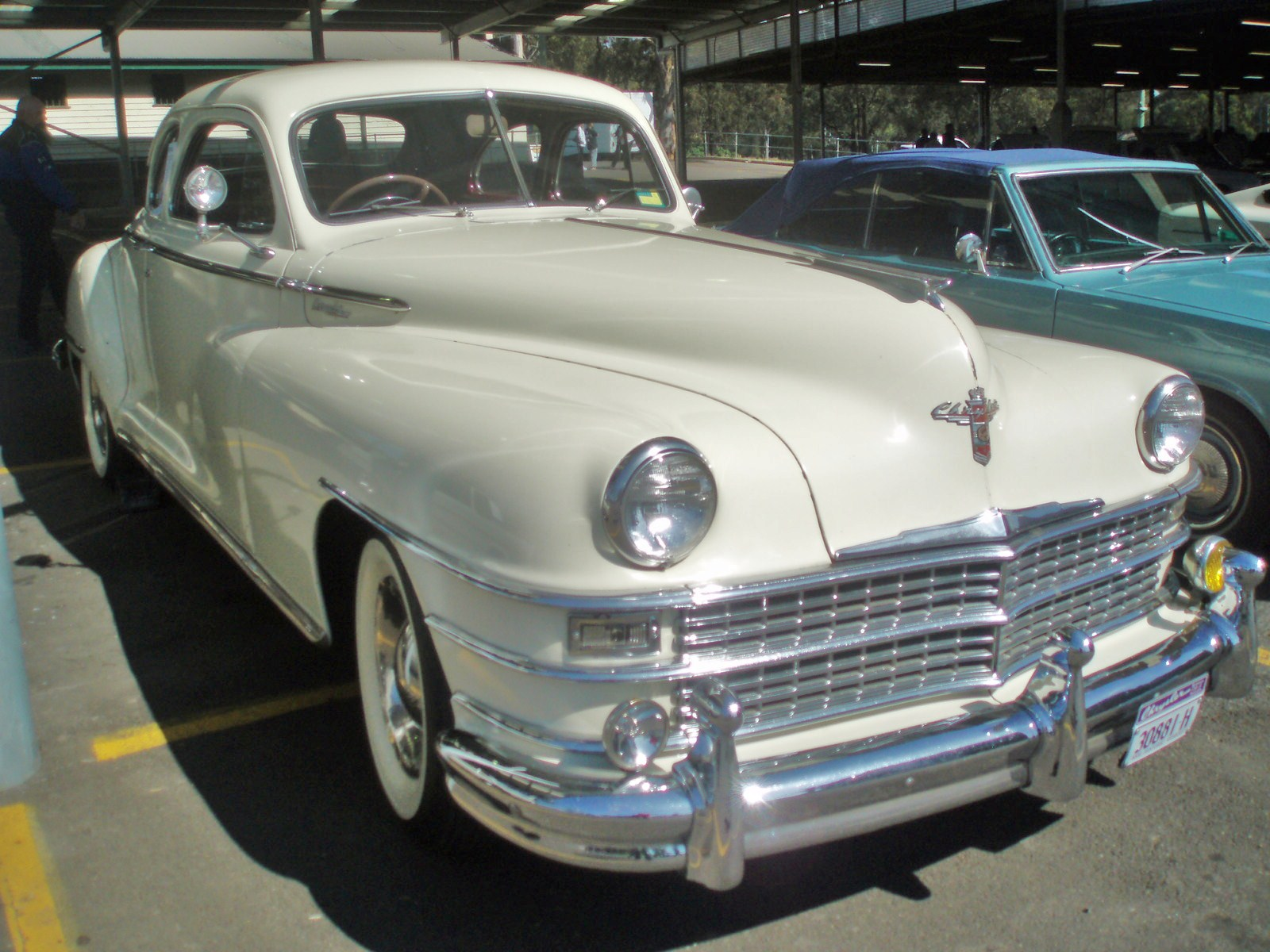
Chrysler Imperial V Coupe

Chrysler Imperial V został zaprezentowany po raz pierwszy w 1940 roku.
W 1940 roku Chrysler zaprezentował gruntownie zmodernizowanego Imperiala piątej generacji. Samochód utrzymał trend, wedle którego nadwozie pojazdu stale rosło i zyskiwało na długości. Tym razem wydłużenie nadwozia było uzasadnione zamontowaniem dużego, ośmiocylindrowego rzędowego silnika, który determinował masywną, wyraźnie zarysowaną maskę. Samochód był blisko spokrewniony z innymi, dużymi modelami Chryslera oferowanymi w tym czasie. Było to najdłużej wytwarzane wcielenie tego modelu.

### Silniki
- L8 3.2l L-head

## Szósta generacja

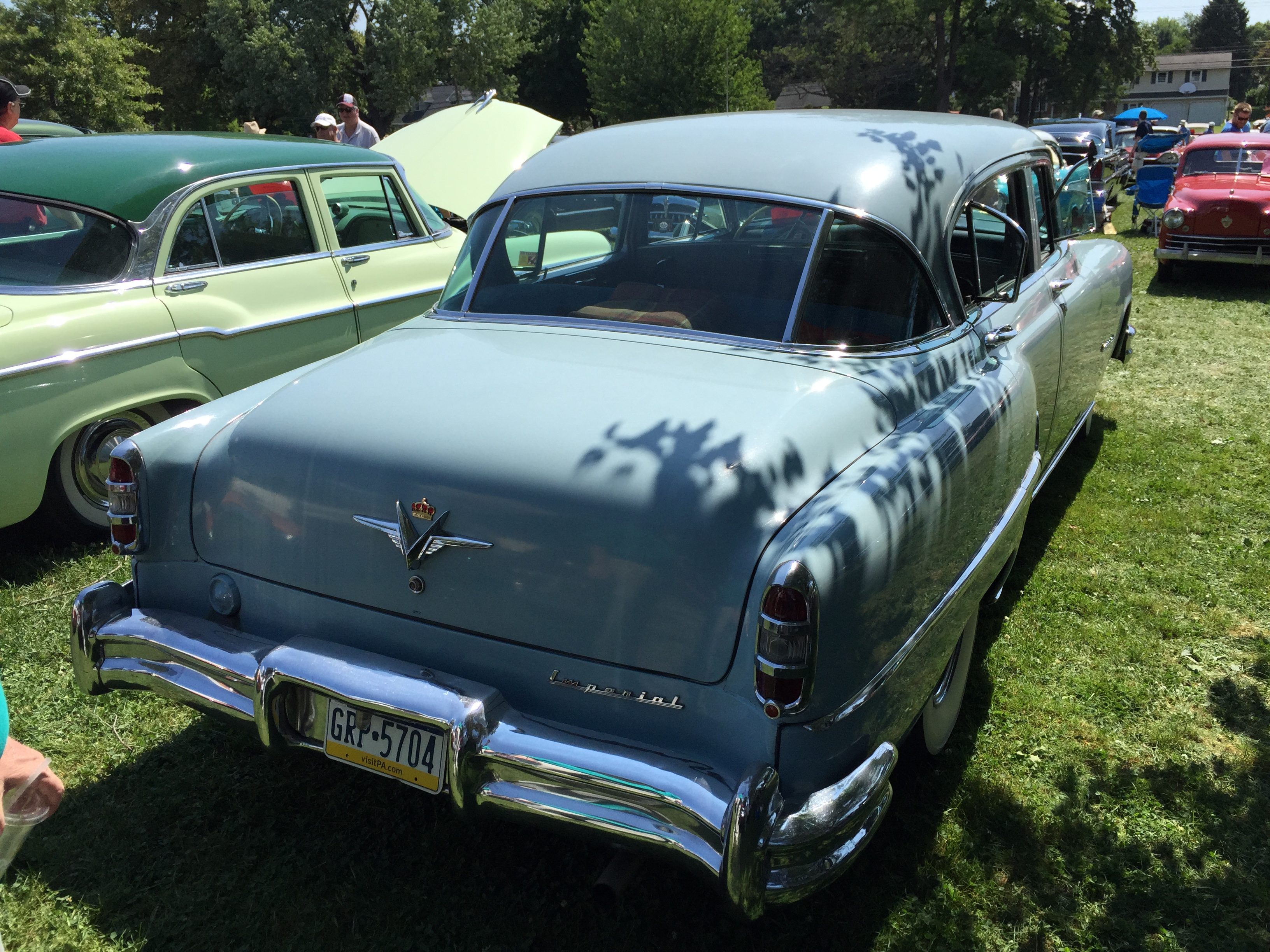
Chrysler Imperial VI - tył

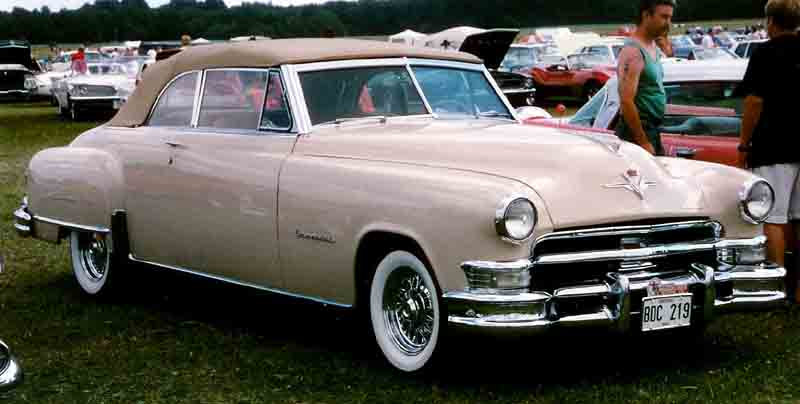
Chrysler Imperial VI Cabriolet

Chrysler Imperial VI został zaprezentowany po raz pierwszy w 1949 roku.
Po 9 latach produkcji piątego wcielenia Imperiala, Chrysler zdecydował się zaprezentować zupełnie nowego następcę. Samochód utrzymano w nowym kierunku stylistycznym, nadając inne proporcje nadwozia. Dłuższy stał się bagażnik, a także pojawiło się więcej chromowanych i masywnych ozdobników. Imperial był tym razem jedynie głęboko zmodyfikowaną, pokrewną konstrukcją względem modelu New Yorker. Chrysler Imperial VI jest pierwszym samochodem w historii, w którym montowano wspomaganie układu kierowniczego.

### Następca
Na przełomie 1954 i 1955 roku koncern Chryslera podjął decyzję o wydzieleniu linii modelowej Imperial do nowej, oddzielnej marki samochodów. W styczniu 1955 roku na Chicago Auto Show zaprezentowano pierwszy model Imperiala, który pierwotnie miał być siódmą generacją modelu Chryslera. Pod oddzielną marką samochód produkowano do 1983 roku.

### Silniki
- L8 5.3l Chrysler
- V8 5.4l Hemihead